# Liste des dialectes Basic
 (août 2010).
Cet article présente une liste de dialectes BASIC interprétés ou compilés.

## Dialectes fonctionnant sur plusieurs plates-formes
- Antiryad Gx (MS-DOS, AmigaOS, Macintosh, Linux, Windows)
- BASIC-256 (Windows, Linux, Mac OS et FreeBSD), projet destiné à l'apprentissage du code informatique aux jeunes enfants
- BASIC-G (ou BASIC GESTION) (LogAbax, tous PC) DOS et émule.[pas clair] DOS de Windows (95 à XP)
- BASIC/Z (ou ZBASIC) (CP/M, MDOS)
- BBC BASIC (Acorn(Electron, BBC, Archimede, RISC PC), MS-DOS, CP/M)
- BBJ (tout système supportant Java)
- Blitz Basic (AmigaOS, PC)
- ByWater Basic (alias bwBASIC) — Basic-Interpreter pour MS-DOS et POSIX, semblable à GW-BASIC.
- C-BASIC (CP/M, MS-DOS) — Successeur de BASIC-E
- Chipmunk Basic (en) (Linux, Windows, Mac OS)
- FAMILY BASIC / NSHu BASIC (FAMICOM)
- FreeBasic (MS-DOS, Windows, GNU/Linux) — GPL
- GFA BASIC (Atari ST, AmigaOS, MS-DOS, Windows)
- HiSoft Systems (en) Basic (Amiga, Atari ST, ZX Spectrum)
- HotBasic (Win32, Linux)
- Izibasic (Palm)
- K-Basic (Linux, Windows, Mac OS)
- Memsoft Membasic (Apple II, AmigaOS, DOS, OS/2, Ultrix, Windows - Structuré
- Microsoft BASIC (plusieurs plates-formes)
- mikroBasic, un Basic compilé pour microcontrôleurs (PIC, dsPIC, PIC32, AVR, 8051, ARM, FT90x)[1]
- Omikron BASIC (Atari ST et Mac OS)
- Phoenix Object Basic (Windows, GNU/Linux)
- PowerBasic (MS-DOS et Win32) — successeur de Turbo Basic
- ProvideX (Windows, GNU/Linux, Mac OS)
- PureBasic (Windows, GNU/Linux, AmigaOS et Mac OS)
- RapidQ (Windows, Linux, Solaris/Sparc et HP/UX)
- REALbasic (Macintosh, Windows, Win32)
- sdlBasic
- SmallBasic (Windows, GNU/Linux, et Palm OS) — GNU
- True BASIC (MS-DOS, Windows, Macintosh)
- UBasic (DOS et Windows) — Développé au Japon, proche de GWBASIC mais avec des fonctions mathématiques plus puissantes
- Visual Basic (MS-DOS, Windows)
- wxBasic (Linux et Windows)
- X11-Basic (Linux et Windows) — GPL
- XBasic (en) (Windows, Linux) — (GNU)
- Yabasic (Windows et GNU/Linux) — GPL

## Dialectes fonctionnant sur une plate-forme unique
- Altair BASIC (Altair 8800) (premier BASIC de l'histoire de la micro-informatique)
- AmigaBasic (AmigaOS)
- AMOS (AmigaOS)
- Applesoft BASIC (Apple II)
- ASIC (Almost BASIC - « presque un BASIC » ) (MS-DOS)
- BASIC09 (OS9)
- Basic-16 (Solar-16)
- BASICA (Advanced BASIC) (MS-DOS)
- CPX-Basic (Atari ST)
- DarkBASIC (Windows)
- Dartmouth BASIC
- EXELBASIC (EXL 100 de Exelvision)
- FutureBASIC (Macintosh)
- Gambas (GNU/Linux; GPL)
- GW-BASIC (MS-DOS)
- HP Basic (uniquement sur workstations HP 9000)
- HT Basic (servant à émuler le langage HP Basic pour MS-DOS)
- IBasic (Windows)
- Just BASIC (Windows)
- Liberty BASIC (Windows)
- Locomotive BASIC (Amstrad)
- PANORAMIC (Windows)
- QBasic (MS-DOS) — vendu avec les versions de MS-DOS de 5.0 à 6.22, encore disponible avec Windows 95
- Quick BASIC (MS-DOS) — variante commerciale et plus complète de QBasic, fourni avec un compilateur
- Simon's BASIC (Commodore 64)
- ST BASIC (Atari ST)
- STOS (Atari ST)
- Turbo Basic (DOS) — (voir PowerBasic)
- Visual Basic .NET (Windows avec la plate-forme .NET)
- TNT Basic (Macintosh)
- METAL BASIC (Macintosh)
- TI-Basic (Calculatrice graphique Texas Instruments)
- XBlite (Windows) — Dérivé de XBasic (inline asm, précompilateur, bibliothèques externes)

## BASIC intégré / Langages de scripts basées sur BASIC
- Caché Basic — Un des deux langages de script dans le Caché base de données
- Lotus script (Lotus Notes)
- ScriptBasic (Windows et GNU/Linux) — un variant langage de script de BASIC. GPL
- StarOffice Basic (aka StarBasic) (OpenOffice.org, StarOffice)
- Visual Basic for Applications (VBA) (MS Office sur Windows et Macintosh)
- Visual Basic Script (VBS) (AKA VBScript) (Windows)
- WordBasic (MS Word avant MS Word 97)

## Autres / inconnu / non trié
- ROM BASIC
- THEOS Multi-User Basic
- BASIC chinois
- SmileBasic sur lequel repose Petit computer tournant sur Nintendo DS